# Prêmio MTV Miaw para Beat BR
O Prêmio MTV Miaw para Beat BR é apresentado anualmente no MTV Millennial Awards Brasil, uma premiação criada pelo canal de televisão brasileiro MTV, para reconhecer os melhores músicos, influenciadores e entretenimento da geração millennial. Djonga é o artista com mais prêmios (2) e indicações (4).

## Vencedores e indicados
Legenda:
     Vencedor(a)

### Década de 2010

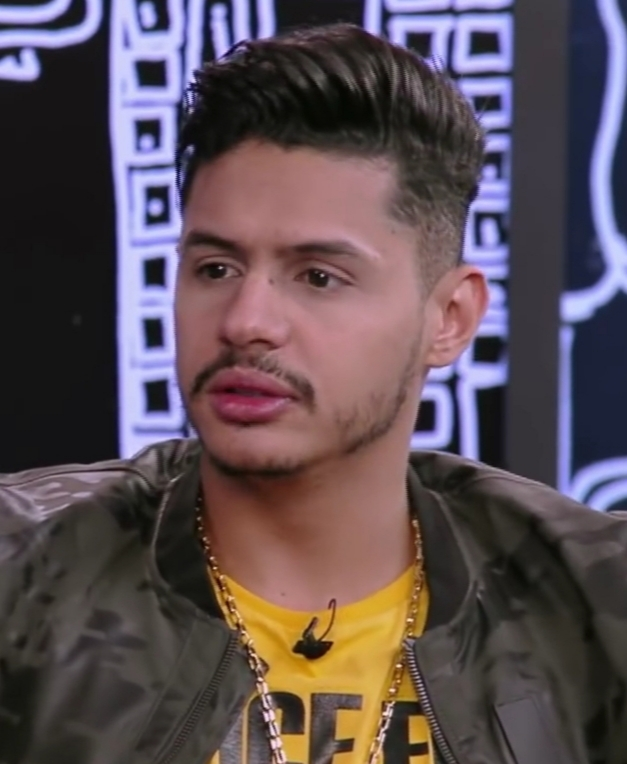
Hungria, vencedor inaugural.

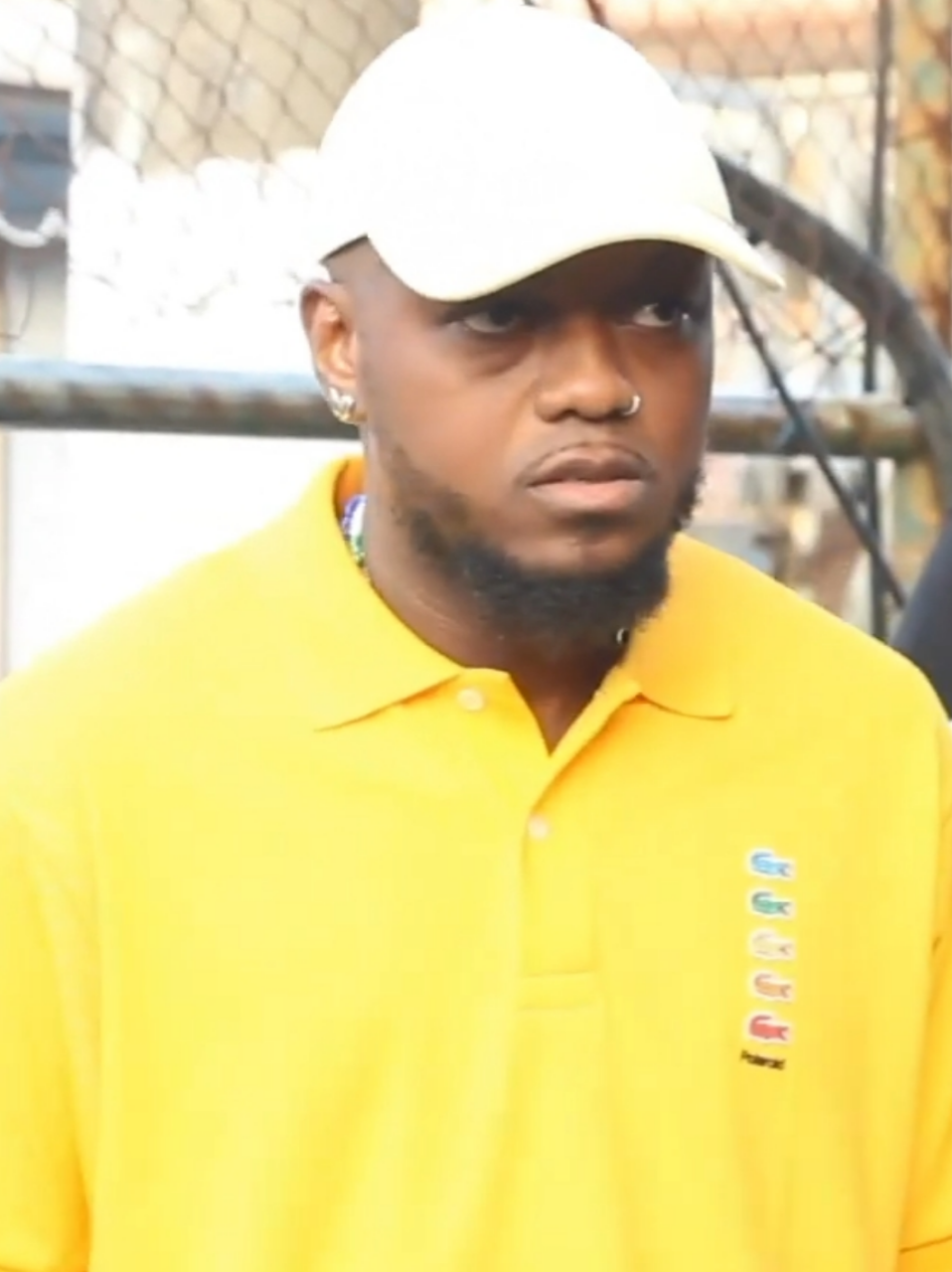
Djonga venceu o prêmio duas vezes (2019 e 2020).

| Ano  | Artista                                | Canção            | Ref.  |
| ---- | -------------------------------------- | ----------------- | ----- |
| 2018 | Hungria                                | "Coração de Aço"  | [ 1 ] |
| 2018 | Class A                                | "Nós Dois"        | [ 1 ] |
| 2018 | Emicida                                | "Pantera Negra"   | [ 1 ] |
| 2018 | Haikaiss (com part. de 1Kilo)          | "Uma Noite a Toa" | [ 1 ] |
| 2018 | Karol Conká                            | "Lalá"            | [ 1 ] |
| 2018 | Projota                                | "Amadmol"         | [ 1 ] |
| 2018 | Rico Dalasam (com part. de Mahal Pita) | "Fogo em Mim"     | [ 1 ] |
| 2018 | Rincon Sapiência                       | "Afro Rep"        | [ 1 ] |
| 2019 | Djonga                                 | —                 | [ 2 ] |
| 2019 | Baco Exu do Blues                      | —                 | [ 2 ] |
| 2019 | BaianaSystem                           | —                 | [ 2 ] |
| 2019 | BK'                                    | —                 | [ 2 ] |
| 2019 | Cynthia Luz                            | —                 | [ 2 ] |
| 2019 | Luccas Carlos                          | —                 | [ 2 ] |
| 2019 | Marcelo D2                             | —                 | [ 2 ] |
| 2019 | Rael                                   | —                 | [ 2 ] |

### Década de 2020

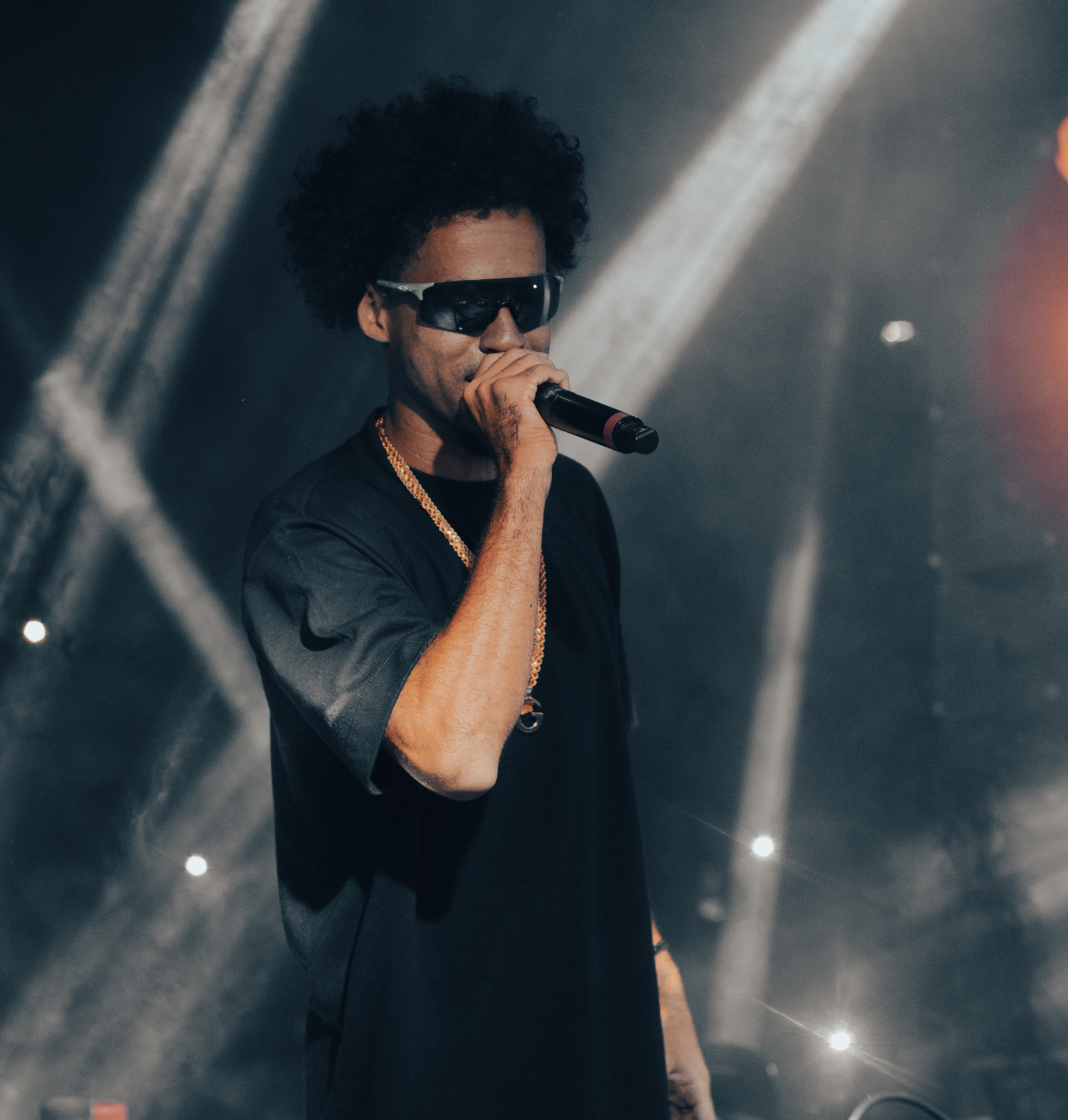
L7nnon venceu o prêmio de 2021.

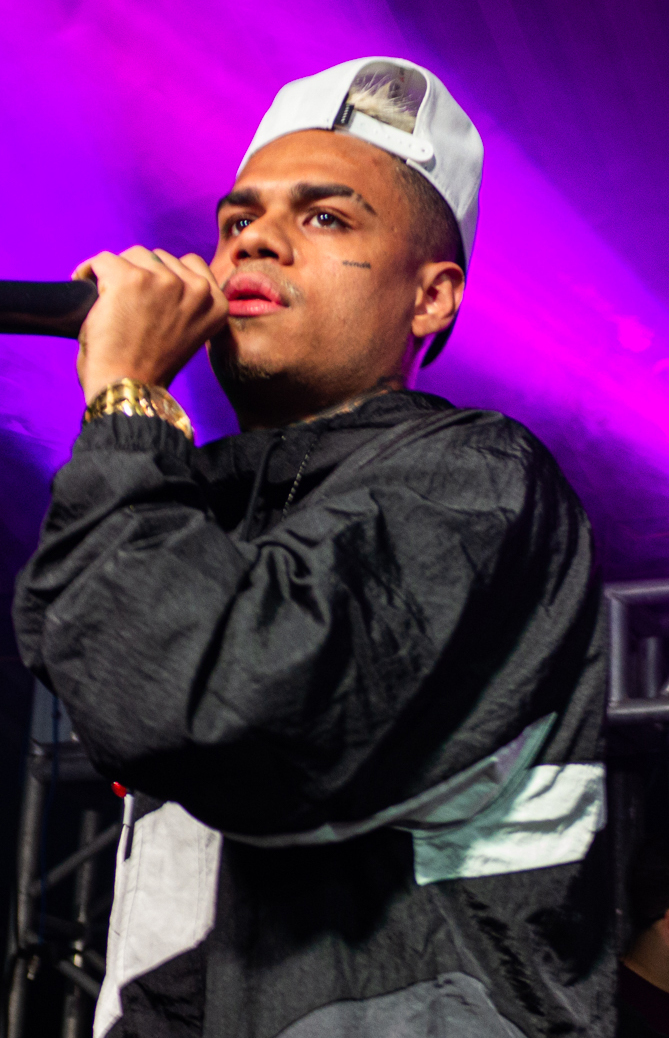
MC Cabelinho venceu o prêmio de 2022.

| Ano  | Artista         | Ref.  |
| ---- | --------------- | ----- |
| 2020 | Djonga          | [ 3 ] |
| 2020 | Drik Barbosa    | [ 3 ] |
| 2020 | Emicida         | [ 3 ] |
| 2020 | Filipe Ret      | [ 3 ] |
| 2020 | Hungria Hip Hop | [ 3 ] |
| 2020 | Matuê           | [ 3 ] |
| 2020 | Orochi          | [ 3 ] |
| 2020 | Xamã            | [ 3 ] |
| 2021 | L7nnon          | [ 4 ] |
| 2021 | BIN             | [ 4 ] |
| 2021 | Djonga          | [ 4 ] |
| 2021 | Filipe Ret      | [ 4 ] |
| 2021 | Lourena         | [ 4 ] |
| 2021 | MC Cabelinho    | [ 4 ] |
| 2021 | Tasha & Tracie  | [ 4 ] |
| 2021 | Xamã            | [ 4 ] |
| 2022 | MC Cabelinho    | [ 5 ] |
| 2022 | Costa Gold      | [ 5 ] |
| 2022 | Djonga          | [ 5 ] |
| 2022 | Filipe Ret      | [ 5 ] |
| 2022 | Flora Matos     | [ 5 ] |
| 2022 | Karol Conká     | [ 5 ] |
| 2022 | L7nnon          | [ 5 ] |
| 2022 | Xamã            | [ 5 ] |

## Artistas com mais prêmios
2 prêmios
- Djonga

## Artistas com mais indicações
4 indicações
- Djonga

3 indicações
- Filipe Ret
- Xamã

2 indicações
- Emicida
- Hungria Hip Hop
- Karol Conká
- L7nnon
- MC Cabelinho